# Harmanec
Harmanec és un poble i municipi d'Eslovàquia que es troba a la regió de Banská Bystrica.

## Història
La primera menció escrita de la vila es remunta al 1540.

## Demografia
| Godina             | 1994 | 2004   | 2014   | 2024   |
| ------------------ | ---- | ------ | ------ | ------ |
| Nombre de persones | 944  | 918    | 869    | 827    |
| Diferència         |      | −2,75% | −5,33% | −4,83% |

| Godina             | 2023 | 2024   |
| ------------------ | ---- | ------ |
| Nombre de persones | 840  | 827    |
| Diferència         |      | −1,54% |